# Carsten Kammlott
Carsten Kammlott (Bad Frankenhausen, 1990. február 28. –) német labdarúgó, aki jelenleg az Rot-Weiß Erfurt támadója és egyszeres Német U20-as válogatott.

## Pályafutása
2001-ig a Fortuna Gehofen játékosa volt, majd csatlakozott a Rot-Weiß Erfurt akadémiájához. Itt kiemelkedő teljesítménnyel hívta fel magára a figyelmet. 2009-ben itt mutatkozott be a profik között a Kickers Emden ellen a 82. percben. A 2009-10-es szezonban duplázott a Carl Zeiss Jena ellen, amivel megszerezte első két gólját is a nagy csapat színeiben. 13 góllal zárta a szezont és alapemberre volt csapatának.
A 2010-11-es szezont már az RB Leipzig csapatánál kezdte meg, ahova 2014. június 30-ig írt alá. Első gólját a Hertha BSC második csapata ellen szerezte meg. 2012-13-as szezonban a bajnokságot megnyerték, majd a rájátszásban kiharcolták a 3. Ligában való részvételt.
2014. január 16-án aláírt egykor klubjához a Rot-Weiß Erfurt csapatához.
2010. április 7-én mutatkozott be a Német U20-as válogatottban az Olasz U20 ellen.

## Statisztika
| Klub            | Szezon   | Bajnokság | Bajnokság | Kupa  | Kupa | Nemzetközi | Nemzetközi | Összesen | Összesen |
| Klub            | Szezon   | Mérk.     | Gól       | Mérk. | Gól  | Mérk.      | Gól        | Mérk.    | Gól      |
| --------------- | -------- | --------- | --------- | ----- | ---- | ---------- | ---------- | -------- | -------- |
| Rot-Weiß Erfurt | 2008-09  | 2         | 0         | 0     | 0    | -          | -          | 2        | 0        |
| Rot-Weiß Erfurt | 2009-10  | 37        | 13        | 0     | 0    | -          | -          | 37       | 13       |
| RB Leipzig      | 2010-11  | 28        | 5         | 0     | 0    | -          | -          | 28       | 5        |
| RB Leipzig      | 2011-12  | 22        | 0         | 2     | 0    | -          | -          | 24       | 0        |
| RB Leipzig      | 2012-13  | 22        | 4         | 0     | 0    | -          | -          | 22       | 4        |
| RB Leipzig      | 2013-14  | 13        | 1         | 1     | 0    | -          | -          | 14       | 1        |
| Rot-Weiß Erfurt | 2013-14  | 15        | 9         | 0     | 0    | -          | -          | 15       | 9        |
| Rot-Weiß Erfurt | 2014-15  | 32        | 10        | 0     | 0    | -          | -          | 32       | 10       |
| Rot-Weiß Erfurt | 2015-16  | 33        | 12        | 0     | 0    | -          | -          | 33       | 12       |
| Összesen        | Összesen | 204       | 54        | 3     | 0    | 0          | 0          | 207      | 54       |

## Sikerei, díjai
- RB Leipzig:
  - Regionalliga Nordost: 2012–13